# 西门子事件
西門子事件（英語：The Siemens Scandal）是大正時代初期發生的一宗涉及日本政商界的賄賂醜聞。當時日本海軍向英國維克斯船廠訂購金剛號巡洋戰艦，於1914年（大正3年）1月被發現日本海軍軍官及商界人士收受投標者－德國西门子公司的賄款，以提供其他投標者的標書資料作為交換。由於時任首相的山本權兵衛正在推動增加海軍預算以擴建海軍，事件持續發酵並引發大規模示威，最終導致執政14個月的第1次山本內閣總辭。

## 背景
自明治時代以來，日本海軍一直大力擴張軍備，但因國內沒有足夠技術自行生產，當時主要從國外（英國、德國等）進口先進軍艦和武器。各國軍火公司為贏取合約，均派人接近負責審批標書的日本海軍高級將校和監督官等軍官，以期獲得其他投標者的標書資料，進而制定更好的投標價，增加得標的機會。其中有關金剛號巡洋戰艦的無線電和電力設備合約，由於西門子公司橫濱分公司經理吉田收吉的姪女是艦政本部造船部中監鈴木周二的妻子，因此吉田能提早獲得有關資料，讓西門子成功得標。

## 事件
在1913年10月17日，西門子公司橫濱分公司的德籍員工卡爾·里希特（Karl Richter）竊取了公司關於賄賂的秘密文件，並寫信向吉田勒索，要他買下文件。據稱他開價25,000日圓，但吉田拒絕付款，里希特就將這些批文件賣給了路透社記者安德魯·M·普利（Andrew M. Pooley）。西門子公司的高層試圖阻止此事曝光，擔心公司聲譽受損，以及牽連涉案海軍軍官。
海軍大臣齋藤實得知此事後，他回答說：「我們海軍內部不應該有武官捲入此類醜聞，我寧願看到秘密文件被公開。」並進行了內部調查。此後，西門子公司與普利達成妥協，1913年11月27日，西門子以5萬日元購買了這些秘密文件，並在橫濱領事館燒毀，事件告一段落。
然而，德國情報部門對本案瞭如指掌，里希特乘坐西伯利亞鐵路返回德國，一入境就被德國當局逮捕，並指控他企圖敲詐勒索。法院判決卡爾·里希特犯收賄罪，判處兩年有期徒刑，緩刑兩年。德國法院一向以公正著稱，但在本案中，它違反國際慣例，從一審判決開始就自動向新聞機構公佈日本海軍軍官的真實姓名。
隨著調查不斷深入，醜聞愈演愈烈。英國維克斯公司的經銷商三井物產的高管岩原謙三為了金剛號的合約，給艦政本部部長松本和海軍中將約45萬日圓的賄賂。三井物產社長三井高弘因此辭職。
1914年3月，因為此案造成了大量民眾包圍國會議事堂示威抗議，四千名警員都無法制止，直到日本陸軍出動，才平息暴動。為平息民憤，首相山本權兵衛決定帶領執政14個月的內閣總辭。

## 引用文献
1. ↑  原設計為巡洋戰艦，1931年重新設計及改裝後才被歸入戰艦類別
2. ↑  Hoare（1999年），第190页
3. ↑  Haley（1998年），第63页

## 期刊文献
- Bowman, John, , Columbia University Press, 2000, ISBN 0-231-11004-9
- Haley, John Owen, , University of Georgia Press, 1998, ISBN 0-8203-2022-6
- Hoare, J.E., , RoutledgeCurzon, 1999, ISBN 1-873410-89-1
- Sims, Richard, , Palgrave Macmillan, 2001, ISBN 0-312-23915-7